# Mithya
Mithya to bollywoodzki komediodramat z 2008 roku w reżyserii Rajata Kapoora. W rolach głównych wystąpili Ranvir Shorey, Neha Dhupia, Naseeruddin Shah i Saurabh Shukla.

## Obsada
- Ranvir Shorey – VK / Raje
- Neha Dhupia – Sonam
- Naseeruddin Shah – Gavde
- Saurabh Shukla – Shetty
- Vinay Pathak – Ram
- Brijendra Kala – Shyam
- Iravati R. Mayadev – Revati
- Harsh Chhaya – Mannu
- Ikhlaq Khan – Abbas (as Ikhlaque Khan)
- Mannu Rishi Chaddha – Nayak
- Tinu Anand – Kuku Tola
- Suhasini Mulay – Mother
- Kamini Khanna – Sonam's Aunt
- Perin Malde – Tilak